# Toporowice
Toporowice ist eine Ortschaft mit einem Schulzenamt der Landgemeinde Mierzęcice im Powiat Będziński der Woiwodschaft Schlesien in Polen.

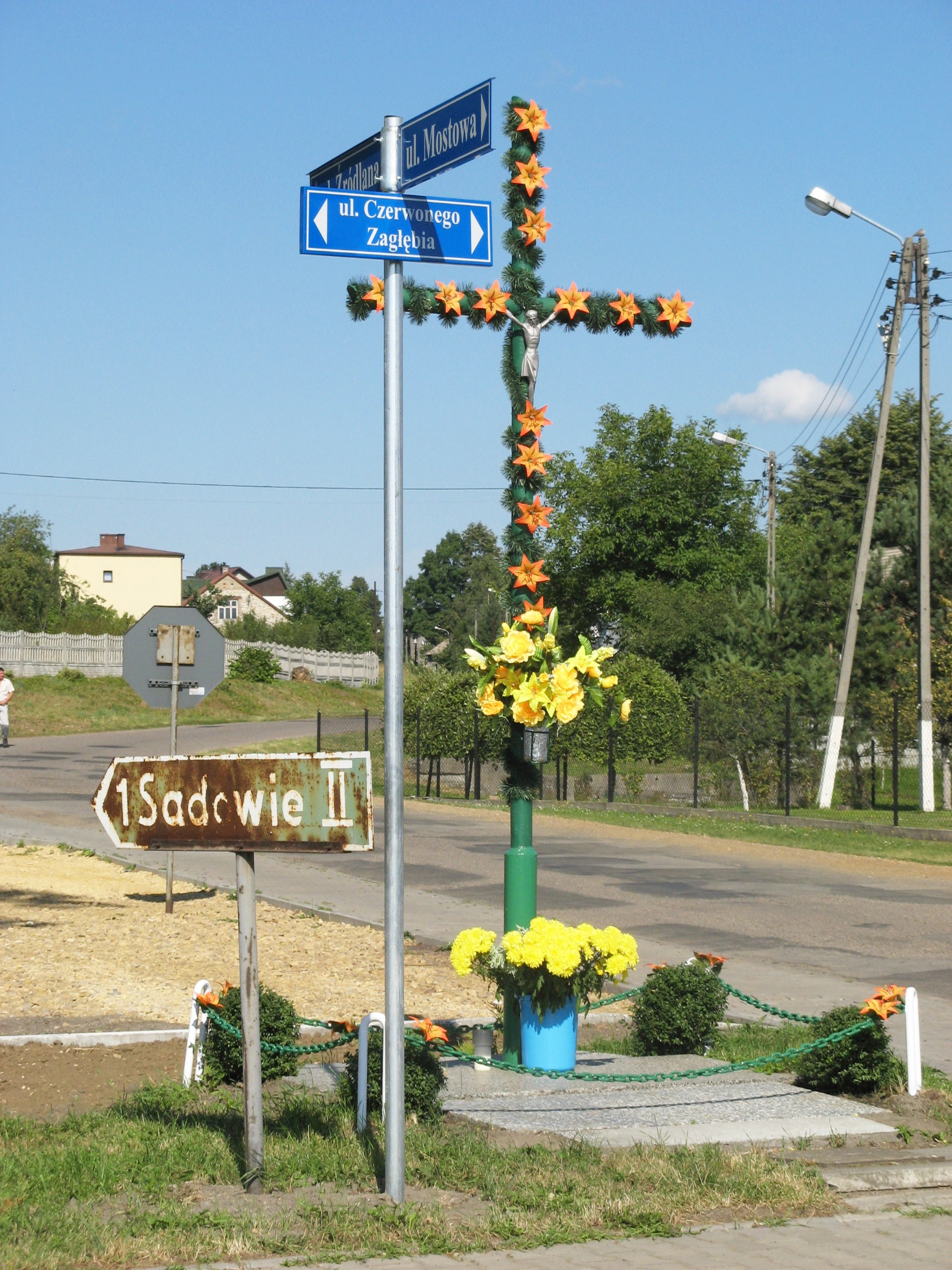
Ein Wegkreuz auf der Czerwone-Zagłębie-Straße - de Roten Reviers

## Geschichte
Angeblich wurde schon im Jahr 1266 der Zehnt aus den Dörfern Targoszyce (heute ein Weiler von Mierzęcice), Przeczyce und Toporowitze vom Krakauer Bischof Paweł von Przemanków in Sławków an die Kirche in Mikołów (Nikolai) verliehen. Die Verleihung ist wahrscheinlich wahr und wurde ohne Datum von Jan Długosz in der Beschreibung des Bistums Krakau aus dem späten 15. Jahrhundert auch erwähnt. Möglicherweise ist das Jahr 1266 jedoch ein Fehler des kopierenden Schreibers im 18. Jahrhundert und es ging eher um das Jahr 1276.
Der Ort wurde im Jahr 1357 als Thoporouicze urkundlich erwähnt, als die vom Teschener Herzog Kasimir I. gewährten Privilegien in zehn regionalen Dörfern für Krakauer Bischöfe bestätigt wurden.
Der Ort liegt im Gebiet um Siewierz, das um 1177 aus dem Herzogtum Krakau bzw. Kleinpolen ausgegliedert wurde und an das schlesische Herzogtum Ratibor fiel, ab 1337 gehörte Siewierz zum Herzogtum Teschen unter Lehnsherrschaft des Königreichs Böhmen. Das Herzogtum Siewierz wurde im Jahr 1443 vom Teschener Herzog Wenzel I. dem Krakauer Bischof Zbigniew Oleśnicki verkauft. Im späten 16. Jahrhundert unterstand der Ort der Pfarrei in Targoszyce (heute ein Weiler von Mierzęcice).
Erst 1790 wurde das Herzogtum Siewierz formal an das Königreich Polen-Litauen angegliedert und war der Woiwodschaft Krakau administrativ angegliedert. Nach der dritten Teilung Polens von 1795 gehörte das Dorf bis 1807 zu Neuschlesien. 1807 kam es ins Herzogtum Warschau und 1815 ins neu entstandene russisch beherrschte Kongresspolen.
Nach dem Ende des Ersten Weltkriegs kam Toporowice zu Polen, Woiwodschaft Kielce. Beim Überfall auf Polen 1939 wurde das Gebiet von den Deutschen besetzt und dem Landkreis Warthenau im neuen „Ostoberschlesien“ zugeordnet.
Von 1975 bis 1998 gehörte Toporowice zur Woiwodschaft Katowice.